# عوبل (القفر)

تعديل مصدري - تعديل

عوبل هي إحدى قرى عزلة بني سيف العالي بمديرية القفر التابعة لمحافظة إب، بلغ تعداد سكانها 476 نسمة حسب تعداد اليمن لعام 2004.